# Liste der Einträge im National Register of Historic Places im Choctaw County (Alabama)
Die Liste der Registered Historic Places im Choctaw County in Alabama führt alle Bauwerke und historischen Stätten im Choctaw County auf, die in das National Register of Historic Places aufgenommen wurden.

## Aktuelle Einträge
| Lfd. Nr. | Name                            | Bild | Datum der Eintragung | Adresse/Lage                 | Ort            | ID-Nr.   | Beschreibung |
| -------- | ------------------------------- | ---- | -------------------- | ---------------------------- | -------------- | -------- | ------------ |
| 1        | Mount Sterling Methodist Church |      | 8. Mai 1986          | Near jct. of CR 43 and CR 27 | Mount Sterling | 86000995 |              |